# Protohelius venezolanus
Protohelius venezolanus är en tvåvingeart som beskrevs av Alexander 1950. Protohelius venezolanus ingår i släktet Protohelius och familjen småharkrankar.
Artens utbredningsområde är Venezuela. Inga underarter finns listade i Catalogue of Life.